# 166
166. је била проста година.

## Догађаји
- Рат између Римског и Партског царства завршава се партским поразом, односно мировним споразумом којим су се Парти одрекли Јерменије и западне Месопотамије.
- Варбарска, углавном германска, племена на челу са Маркоманима, започињу серију напада и пљачкашких похода на римске територије у Дакији, односно на Дунаву. Римски цареви Марко Аурелије и Луције Вер организују велики поход са циљем да их одбију. Марко Аурелије, пре него што пође, својим синовима даје службену титулу Цезар, означивши их тако као своје наследнике.
- Напад Лангобарда на римску Панонију брзо одбија римска војска.
- Римским царством наставља да се шири епидемија смртоносне болести, познате као Антонинска куга (за коју се данас верује да је реч о великим богињама).

## Смрти
- Свети мученик Ермије, хришћански светитељ.
- Свети мученик Јустин Филозоф, хришћански светитељ.